# Wake Up (album av The Vamps)
Wake Up är det brittiska poprockbandet The Vamps andra studioalbum och uppföljaren till Meet the Vamps. Albumet släpptes den 27 november 2015. Efter releasen av Wake Up meddelade The Vamps att de redan har börjat skriva på ett nytt album. De åkte även på en världsturné som hette Wake Up World Tour.

## Låtlista
1. Wake Up
2. Rest Your Love
3. Volcano (featuring Silento)
4. Milion Words
5. Windmills
6. Stolen Moments
7. I Found a Girl
8. Be with You
9. Burn
10. Cheater
11. Boy Without a Car
12. Held By Me
13. Half Way There
14. Runaway
15. Worry
16. Coming Home
17. Peace of Mind
18. Written Of